# 弗拉季斯拉維夫卡 (姆利尼夫區)
50°32′19″N 25°44′27″E / 50.53861°N 25.74083°E
弗拉季斯拉維夫卡（烏克蘭語：Владиславівка），是烏克蘭西北部的村莊，隸屬里夫內州的杜布諾區。該村始建於1856年，面積12.7平方公里，海拔高度241米，2001年人口540，人口密度每平方公里42.6人。